# Hadley Fraser
Robert Hugh „Hadley” Fraser (ur. 21 kwietnia 1980 w Windsorze) – brytyjski aktor, głównie teatralny i telewizyjny, muzyk i piosenkarz. Był pierwszym wykonawcą roli Tierana w musicalu The Pirate Queen na Broadwayu. Znany głównie z ról teatralnych, Javerta w Les Misérables i Raoula podczas przedstawień Upiora w operze w Royal Albert Hall z okazji 25-lecia musicalu.

## Role teatralne
Źródło:
| Rok     | Przedstawienie                                  | Rola                   | Teatr                          | Miejsce    |
| ------- | ----------------------------------------------- | ---------------------- | ------------------------------ | ---------- |
| 2002–03 | Les Misérables                                  | Marius                 | Palace Theatre                 | West End   |
| 2003–04 | Peter Pan                                       | Curly                  | Savoy Theatre                  | West End   |
| 2003–04 | Piraci z Penzance                               | Frederic               | Savoy Theatre                  | West End   |
| 2004    | The Shaughraun                                  | Kapitan Molineaux      | Abbey Theatre                  | Dublin     |
| 2004    | Putting It Together                             | Młody mężczyzna        | Harrogate Theatre              | Harrogate  |
| 2005    | The Far Pavilions                               | Ashton Pelham-Martyn   | Shaftesbury Theatre            | West End   |
| 2005    | Longitude                                       | William Harrison       | Greenwich Theatre              | Greenwich  |
| 2006    | Assassins                                       | John Wilkes Booth      | Sheffield Crucible             | Sheffield  |
| 2006    | Pacific Overtures                               | Kayama Yasaemon        | Leicester Haymarket            | Leicester  |
| 2006    | My Fair Lady                                    | Freddy Eynsford-Hill   | Larnaca Amphitheatre           | Larnaka    |
| 2006–07 | The Pirate Queen                                | Tiernan                | Cadillac Palace Theatre        | Broadway   |
| 2007    | The Last Five Years                             | Jamie                  | Theatre Aspen                  | Aspen      |
| 2009    | Opowieść Wigilijna                              | Bob Cratchit           | Birmingham Repertory Theatre   | Birmingham |
| 2010    | The Fantasticks                                 | El Gallo               | Duchess Theatre                | West End   |
| 2010    | Les Misérables in Concert: The 25th Anniversary | Grantaire              | O2 Arena                       | Londyn     |
| 2011    | Upiór w operze w Royal Albert Hall              | Raoul                  | Royal Albert Hall              | Londyn     |
| 2011–12 | Les Misérables                                  | Javert                 | Queen's Theatre                | West End   |
| 2013    | The Pajama Game                                 | Sid Sorokin            | Minerva Theatre                | Chichester |
| 2013    | The Machine                                     | Garry Kasparov         | M.I.F. and Park Avenue Armoury | Nowy Jork  |
| 2013–14 | Coriolanus                                      | Tullus Aufidius        | Donmar Warehouse               | West End   |
| 2014–15 | City of Angels                                  | Stine                  | Donmar Warehouse               | West End   |
| 2015    | The Vote                                        | Alastair Swift         | Donmar Warehouse               | West End   |
| 2015–16 | The Winter's Tale                               | Polixenes              | Garrick Theatre                | West End   |
| 2015–16 | Harlequinade                                    | Pierwszy Halberdier    | Garrick Theatre                | West End   |
| 2016    | Zmierzch długiego dnia                          | James Tyrone Jr        | Bristol Old Vic                | Bristol    |
| 2017    | Saint Joan                                      | Dunois                 | Donmar Warehouse               | West End   |
| 2017–18 | Young Frankenstein                              | Frederick Frankenstein | Garrick Theatre                | West End   |
| 2019    | The Deep Blue Sea                               | Freddie Page           | Chichester Minerva Theatre     | Chichester |
| 2019    | The Antipodes                                   | Josh                   | National Theatre               | West End   |
| 2020    | City of Angels                                  | Stine                  | Garrick Theatre                | West End   |